# Condado de Oneida (Idaho)
O Condado de Jefferson é um dos 44 condados do Estado americano do Idaho. A sede do condado é Malad City, que é também a sua maior cidade. O condado tem uma área de 3112 km² (dos quais 3 km² estão cobertos por água), uma população de 4125 habitantes, e uma densidade populacional de 1,3 hab/km² (segundo o censo nacional de 2000). O condado foi fundado em 1913 e o seu nome é uma homenagem ao lago Oneida, no estado de Nova Iorque, a zona de onde vieram os primeiros colonos.